# Tibarener
Die Tibarener (gr. Τιβαρηνοί, lat. Tibareni) waren ein (laut antiken Scholien) skythischer Volksstamm an der Südküste des Pontos Euxeinos oberhalb des Kaps Genetaia. Sie lebten von der Viehzucht und gelten neben den Chalybern und anderen Völkern als Erfinder der Metallverarbeitung. Apollonios berichtet (Arg. 2,1011–1014), dass die Tibarener das Ritual der Couvade praktizierten. Laut Plinius bemalten oder tätowierten sie ihre Körper.
Zusammen mit den benachbarten Moschern, Makronern, Mossynoikern und Marern bildeten sie die 19. Satrapie im Perserreich. Laut der Grabinschrift von Dareios wäre das die Satrap Armenia.
An den Perserkriegen nahmen sie, bewaffnet mit Holzhelmen, Schilden und Spießen, unter der Führung von Ariomardos teil.
Zuweilen werden die Tiberaner mit den in der Bibel erwähnten Tubal oder dem Reich Tabal identifiziert.